# Montebà
Montebà és un indret del terme municipal d'Abella de la Conca, al Pallars Jussà.
És al nord-est de la vila d'Abella de la Conca, a la dreta del barranc de Cal Palateres. Es troba al nord-est de la Masia Gurdem, entre el Bony de Calama, damunt i al nord, i les Roques de Calastre. Es tracta de tot el vessant sud-oriental del Bony de Calama, on es forma el Clotet de Montebà.

## Etimologia
Es tracta d'un derivat per dissimilació de les dues -o- de Montobà. Aquesta darrera paraula procedeix de mont albà (muntanya blanca, o pertanyent a un Albà), que passaria a montaubà abans d'arribar a montobà.